# Live at Alrosa Villa
Live at Alrosa Villa är ett livealbum med det norska folk metal-bandet TrollfesT. Albumet utgavs 2015 av  TrollfesT SA (självutgivet). Albumet är inspelad 14 april 2013 i Alrosa Villa i Columbus, Ohio under bandets "Brumlebassen Tour".

## Låtförteckning
1. "Trollkamp" – 1:47
2. "Den Åpne Sjø" – 4:11
3. "Brumblebassen" – 4:49
4. "Brakebein" – 3:44
5. "Karve" – 6:35
6. "Illsint" – 4:00
7. "Der JegerMeister" – 5:05
8. "Rundt Bålet" – 2:17
9. "Helvetes Hunden Garm" – 4:19

## Medverkande
Musiker (TrollfesT-medlemmar)
- Lodd Bolt (Øyvind Bolt Strönen Johannesen) – basgitarr
- TrollBANK (Eirik Renton) – trummor
- Mr. Seidel (John Espen Sagstad) – gitarr
- Trollmannen (Jostein Austvik) – sång
- Manskow (Øyvind Manskow) – dragspel, banjo
- Dr. Leif Kjønnsfleis (Morten Müller) – gitarr
- DrekkaDag (Dag Stiberg) – saxofon

Produktion
- Martin Skar Berger – ljudmix, mastering
- Mr. Seidel – omslagsdesign
- Chris A. – foto
- Florian Stangl – foto
- Angelique van Huijzen – foto
- Alex Photophobia – foto